# Pirili
Pirili är en ort i Azerbajdzjan.   Den ligger i distriktet Ağstafa Rayonu, i den västra delen av landet, 400 km väster om huvudstaden Baku. Pirili ligger 306 meter över havet och antalet invånare är 2 112.
Terrängen runt Pirili är platt. Närmaste större samhälle är Aghstafa, 10,8 km sydost om Pirili.
Trakten runt Pirili består till största delen av jordbruksmark. Runt Pirili är det ganska tätbefolkat, med 72 invånare per kvadratkilometer.